# Диарбекир (вилает)
Диарбекир (на турски: Diyarbakır, Диярбакър) е вилает в Източна Турция. Административен център на вилаета е едноименният град Диарбекир. Вилает Диарбекир е с население от 1 494 321 жители (приб. оценка 2006 г.) и обща площ от 15 355 кв.км. Разделен е на 14 общини.

## Население
Численост на населението според преброяванията през годините:
| Година | Численост |
| 1990   | 1 096 447 |
| 2000   | 1 362 708 |
| 2011   | 1 561 110 |